# أكسيونوفو (باسكورتوستان)
أكسيونوفو (بالروسية: Аксёново) هي مدينة في جمهورية باشكورتوستان في روسيا.